# أحمد معين
أحمد معين لاعب كرة قدم قطري . يلعب حالياً في النادي العربي.
أحمد معين فاز بجائزة أفضل لاعب شاب في آسيا عام 2014 .

## مسيرة اللاعب
كانت له تجربة احترافية ناجحة مع نادي يوبين البلجيكي و لعب مع نادي الجيش و في عام 2017 صدر قرار بدمج نادي لخويا مع نادي الجيش تحت مسمى نادي الدحيل و انظم بعدها إلى نادي الدحيل و أعاره الدحيل إلى نادي ديبورتيفا ليونيسا الإسباني وأعاره بعدها إلى نادي قطر ونادي الوكرة وانتقل إلى النادي العربي في عام 2023.

## روابط خارجية
- أحمد معين على موقع قاعدة بيانات كرة القدم.إي يو (الإنجليزية)
- أحمد معين على موقع ناشيونال فوتبول تيمز (الإنجليزية)
- أحمد معين على موقع Soccerway.com (الإنجليزية)